# CONCACAF-Spieler des Jahres

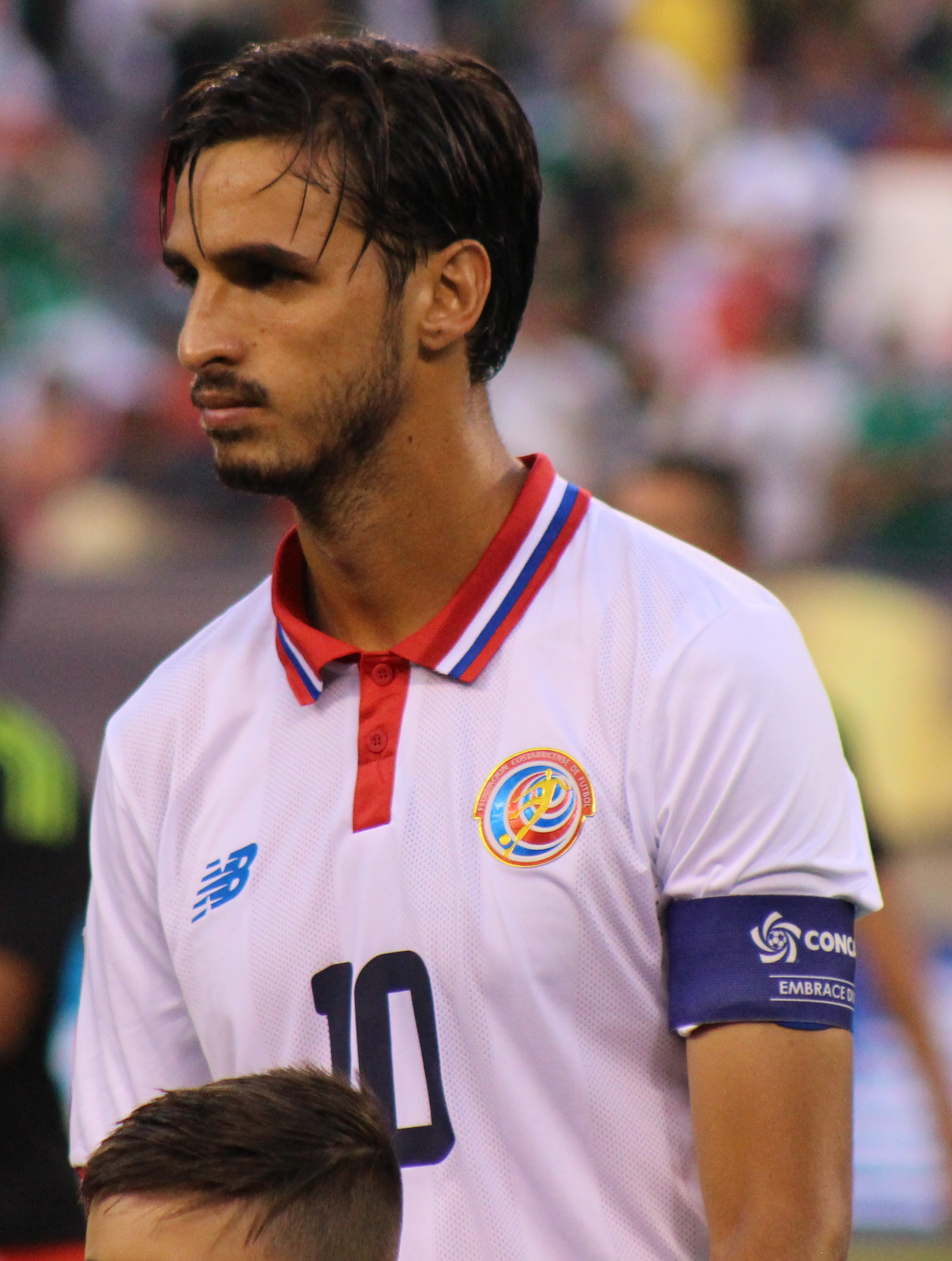
Bryan Ruiz, Spieler des Jahres 2016

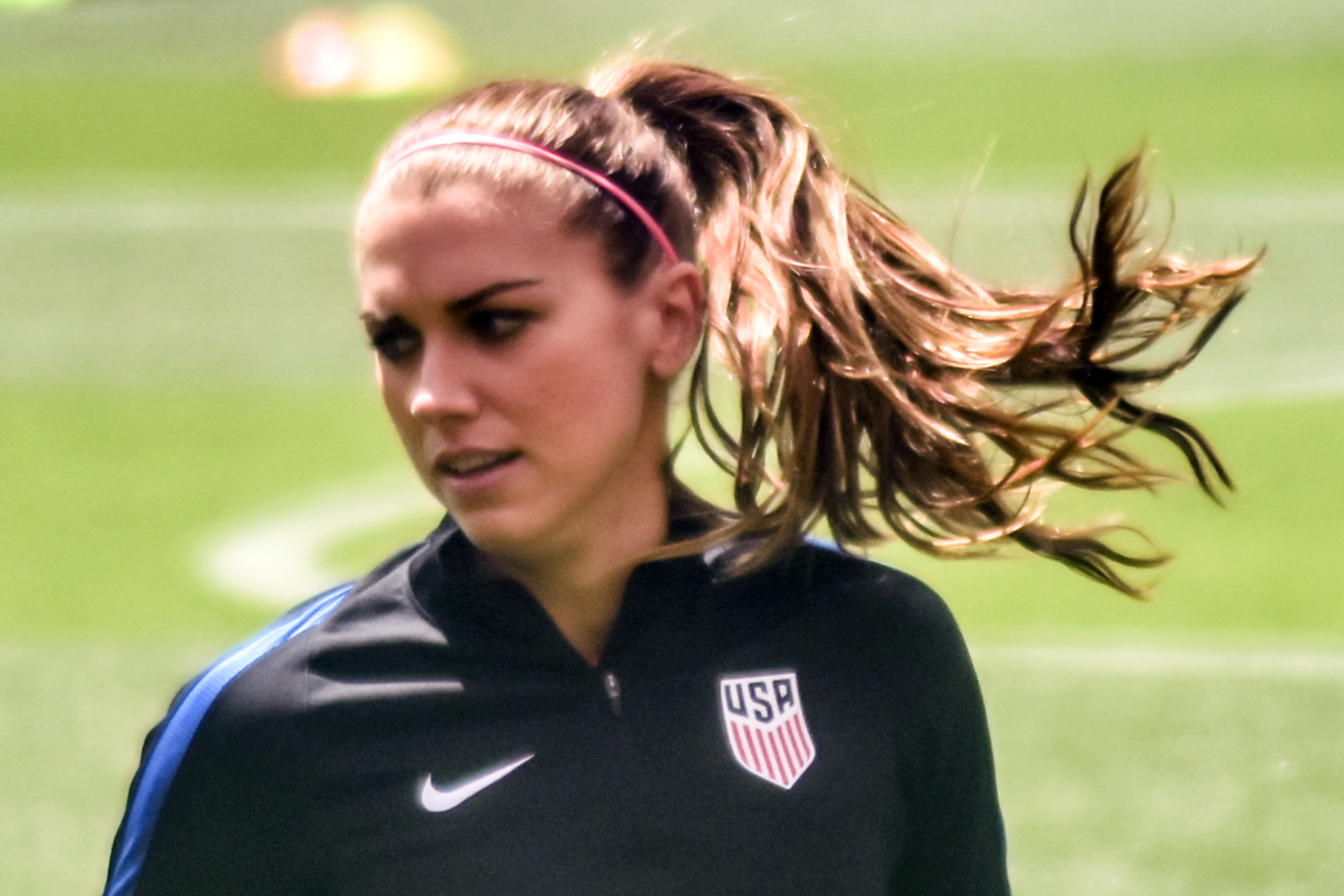
Alex Morgan, Spielerin des Jahres 2013

Die Auszeichnung des CONCACAF-Spieler des Jahres seit 2013 vergeben. Sieger kann werden, wer entweder bei einem Verein aus dem Bereich der CONCACAF unter Vertrag steht oder über die Nationalität eines Landes aus dem Bereich der CONCACAF verfügt.

## Liste der Preisträger (Männer)
| Jahr    | Spieler                | Klub                |
| ------- | ---------------------- | ------------------- |
| 2013    | Oribe Peralta          | Santos Laguna       |
| 2014    | Keylor Navas           | Real Madrid         |
| 2015    | Chicharito             | Bayer 04 Leverkusen |
| 2016    | Bryan Ruiz             | Sporting Lissabon   |
| 2017    | Keylor Navas           | Real Madrid         |
| 2018    | Hirving Lozano         | PSV Eindhoven       |
| 2021    | Alphonso Davies        | FC Bayern München   |
| 2022    | Alphonso Davies        | FC Bayern München   |
| 2023/24 | Adalberto Carrasquilla | Houston Dynamo      |

## Liste der Preisträger (Frauen)
| Jahr    | Spieler          | Klub                        |
| ------- | ---------------- | --------------------------- |
| 2013    | Alex Morgan      | Portland Thorns FC          |
| 2014    | Abby Wambach     | Western New York Flash      |
| 2015    | Carli Lloyd      | Houston Dash                |
| 2016    | Alex Morgan      | Orlando Pride               |
| 2017    | Alex Morgan      | Orlando Pride               |
| 2018    | Alex Morgan      | Orlando Pride               |
| 2021    | Crystal Dunn     | Portland Thorns FC          |
| 2022    | Khadija Shaw     | Manchester City             |
| 2023/24 | Melchie Dumornay | Stade Reims, Olympique Lyon |